# Pardosa narymica
Pardosa narymica este o specie de păianjeni din genul Pardosa, familia Lycosidae, descrisă de Savelyeva în anul 1972.
Este endemică în Kazakhstan. Conform Catalogue of Life specia Pardosa narymica nu are subspecii cunoscute.